# Bastiaan Willem Plooij
Bastiaan Willem Plooij (Baarn, 17 mei 1890 - Amersfoort, 3 april 1967) was een Nederlands architect. B.W. Plooy werd vooral bekend door de bouw van ruim veertig hervormde en gereformeerde kerken, veelal met expressionistische kenmerken van de Amsterdamse School. Vier van zijn kerken kregen de beschermde status van  Rijksmonument.

## Carrière
In 1918 verhuisde Plooij naar Amersfoort. Hij werkte toen als bouwkundig opzichter. Hierna werkte hij als inspecteur bij Bouw- en Woningtoezicht, en adjunct-inspecteur van het staatstoezicht op de Volksgezondheid. In 1924 werd hij architect en ontwierp hij onder meer zijn eerste gevel en interieur van een slagerij. In de jaren daarna maakte hij ontwerpen voor nog twee slagerijen, een kunsthandel, sociëteit en een autogaragebedrijf. Een lunchroom kreeg een aanbouw met biljartzaal, vergaderzaal en bergplaats.

## Persoonlijk
Plooij trouwde in 1918 met Cornelia Johanna Hendrina Wolters (1889-1947). Het echtpaar kreeg een dochter en zoon.

## Oeuvre
- Kruiskerk in Amstelhoek (1925)
- Woning Nassaulaan 13, Soest (1926)
- School De Roef, Amersfoort (1928)
- Nederlands-Hervormde Kerk te Vinkeveen (1930-1931)
- Noorderlichtkerk te Zeist (1931)
- Gereformeerde kerk in Ommen (1932)
- Gereformeerde kerk (Open Hof) te Maarssen (1932)
- Pelgrimskerk in Zoetermeer (1932)
- Oosterkerk in Zeist (1936)
- Kruiskerk (nu Opstandingskerk) te Treebeek (1953)
- Bethelkerk te Utrecht (ca. 1955)
- Maranathakerk in Werkendam (1956).

## Galerij

Door Plooij ontworpen Rijksmonumenten
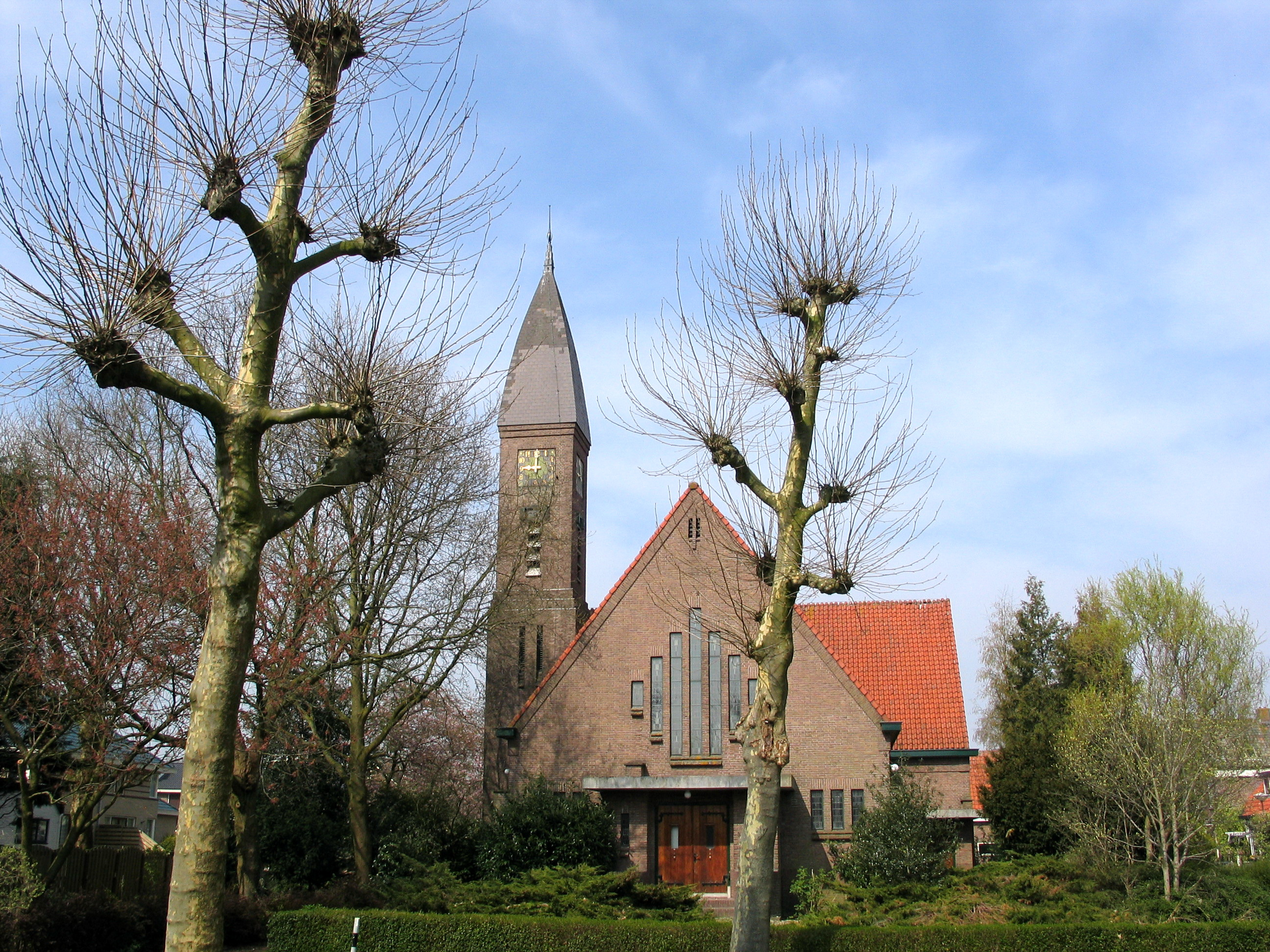
Kruiskerk, Amstelhoek
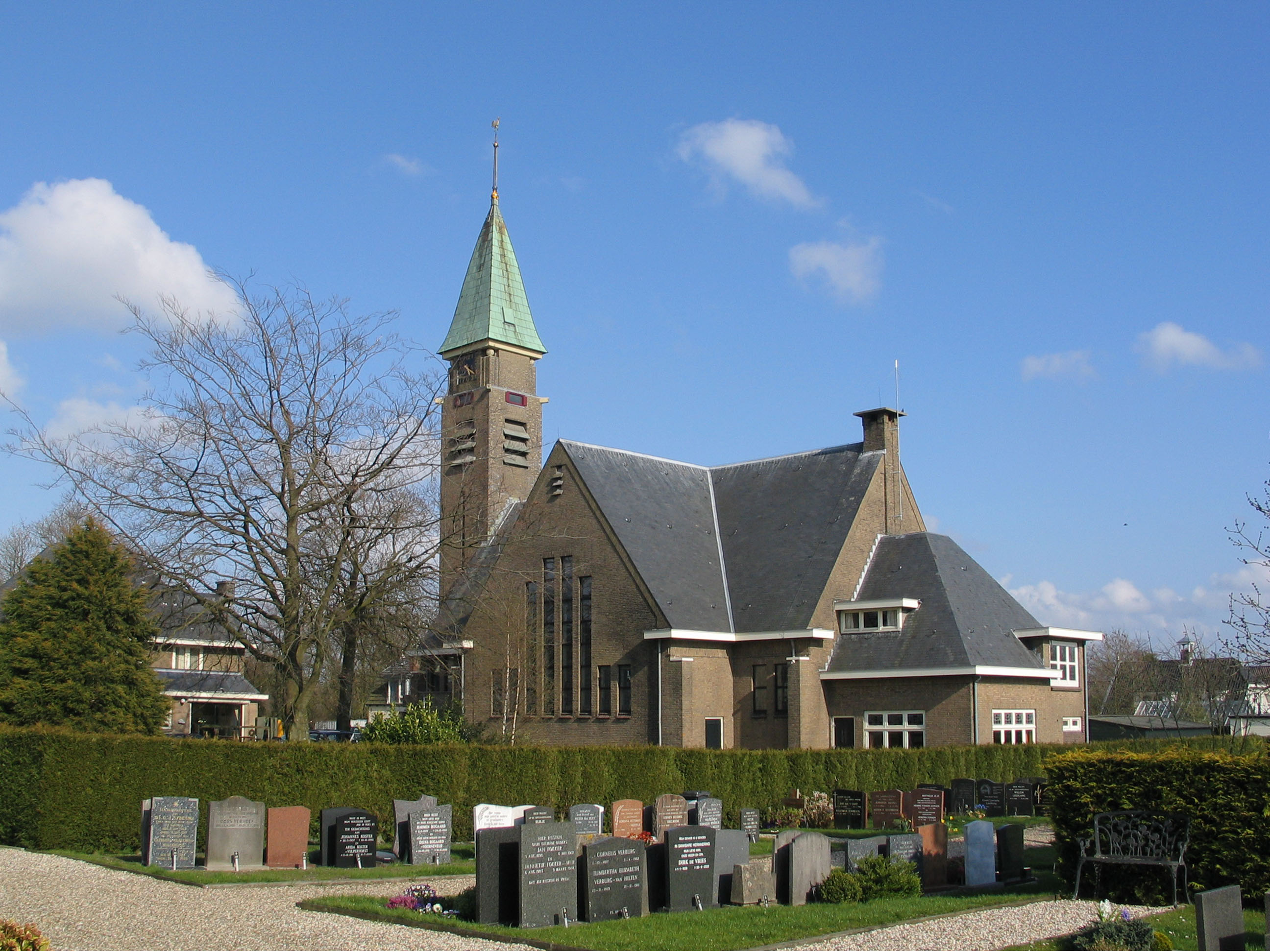
NH kerk, Vinkeveen
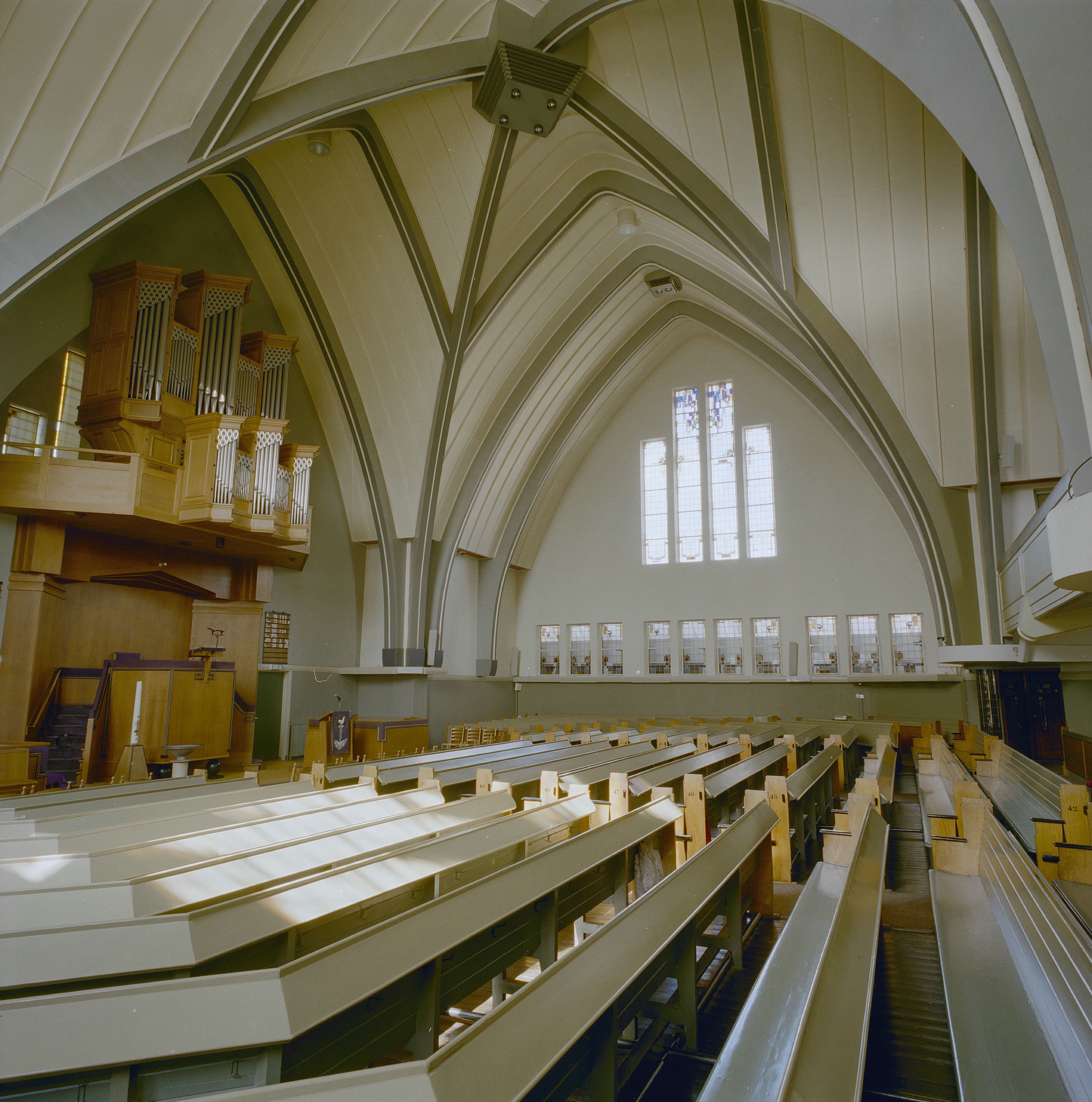
Gereformeerde kerk...
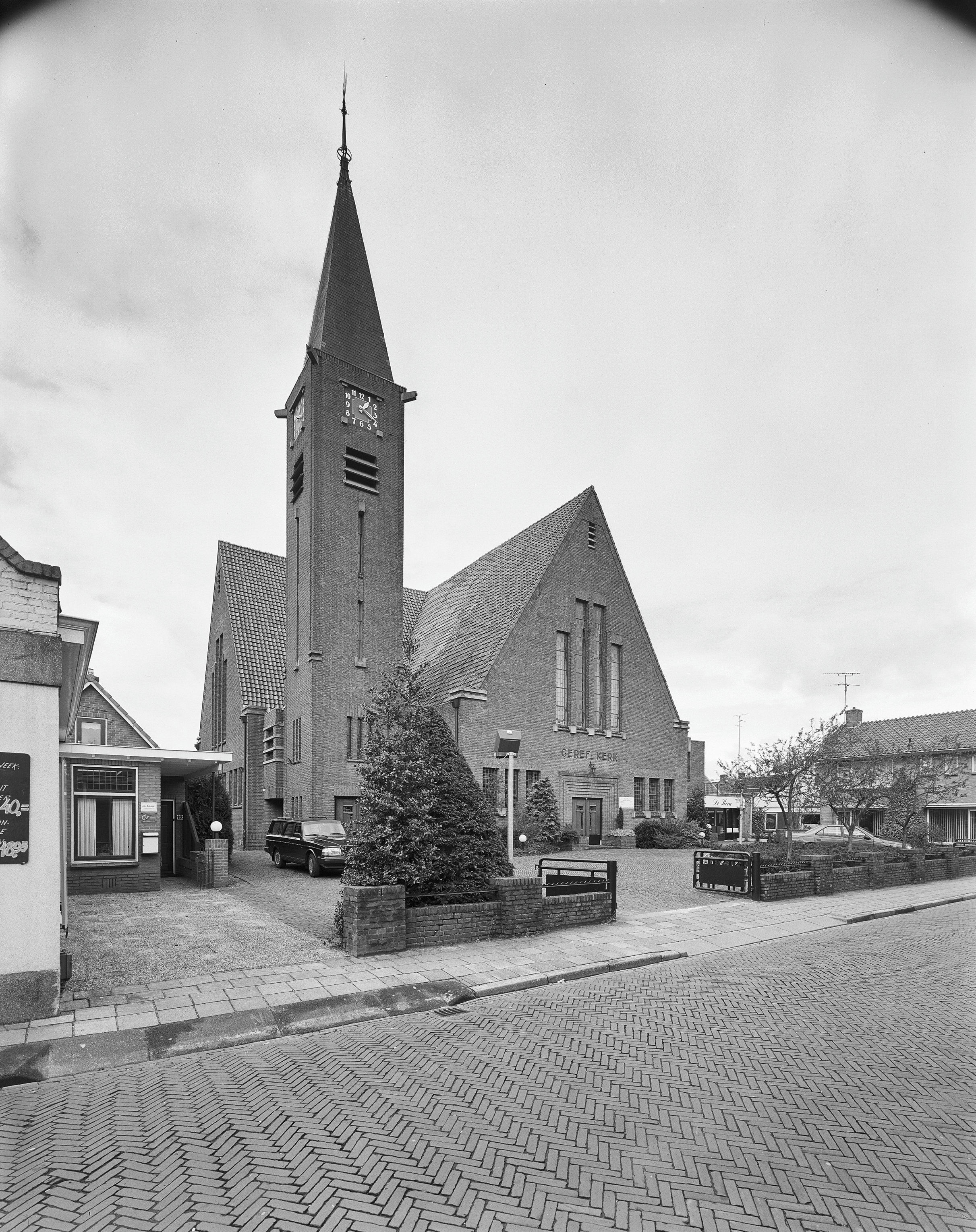
...Ommen
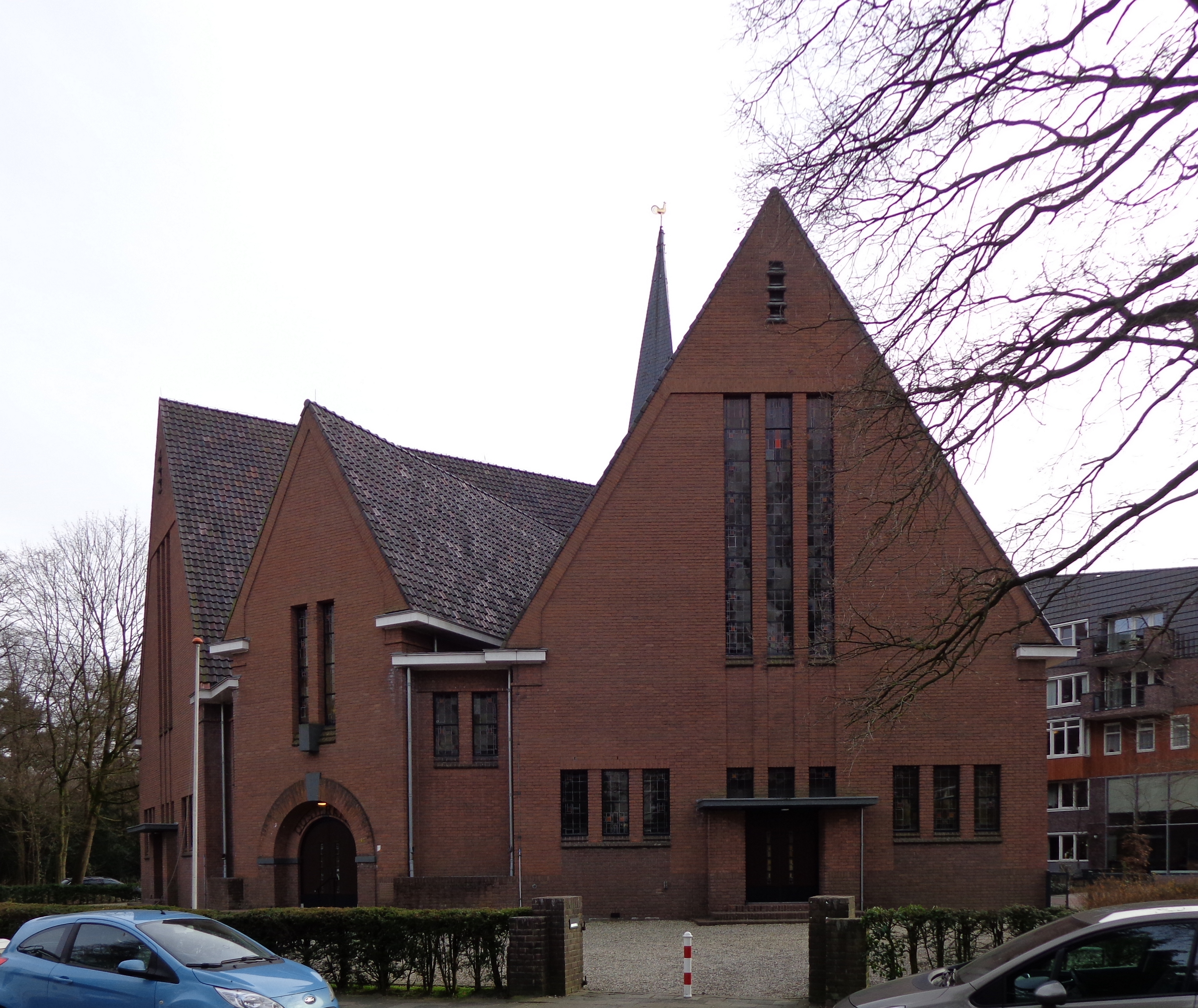
Oosterkerk, Zeist

en een aantal gemeentelijke monumenten
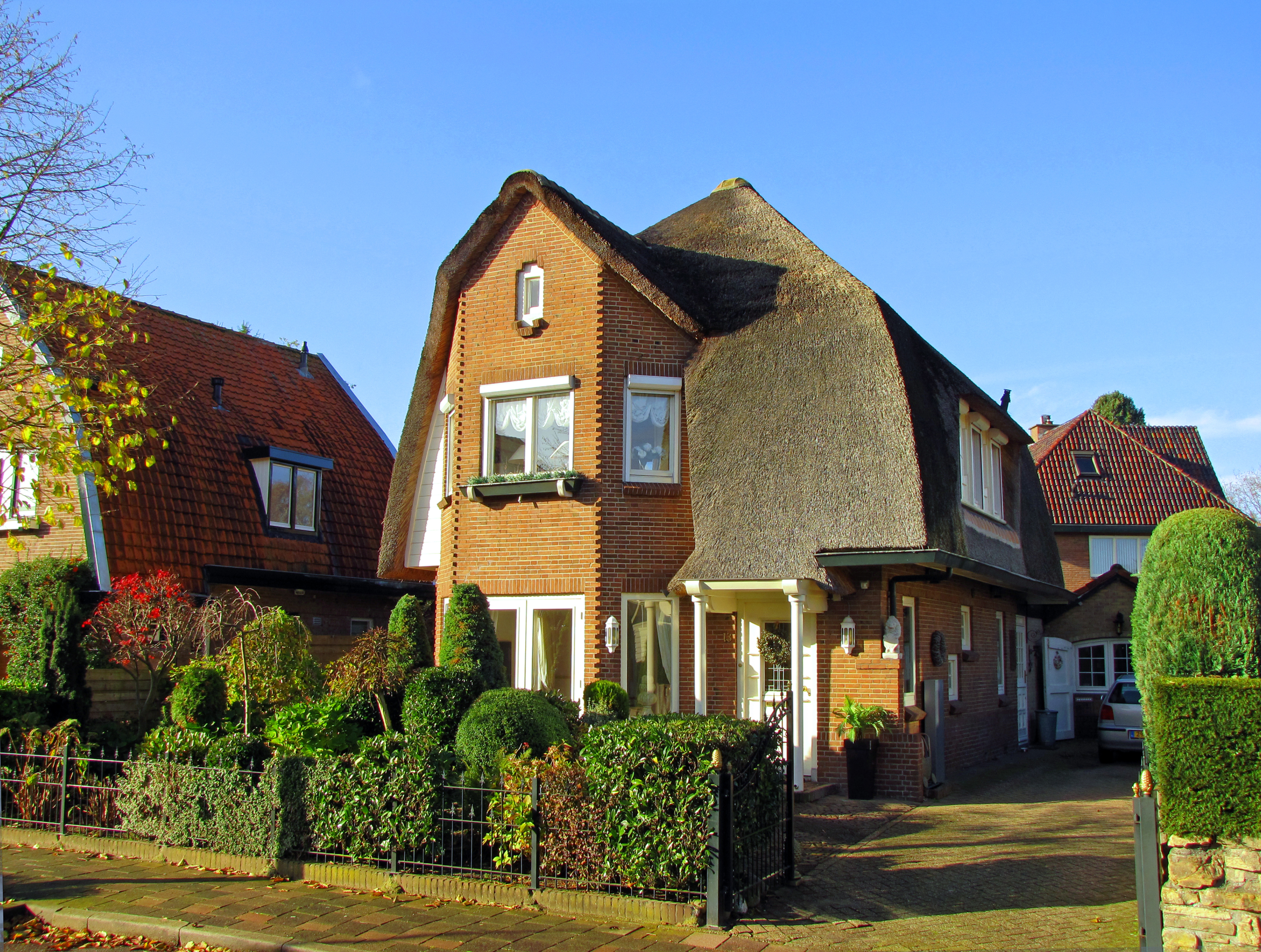
Woning, Soest
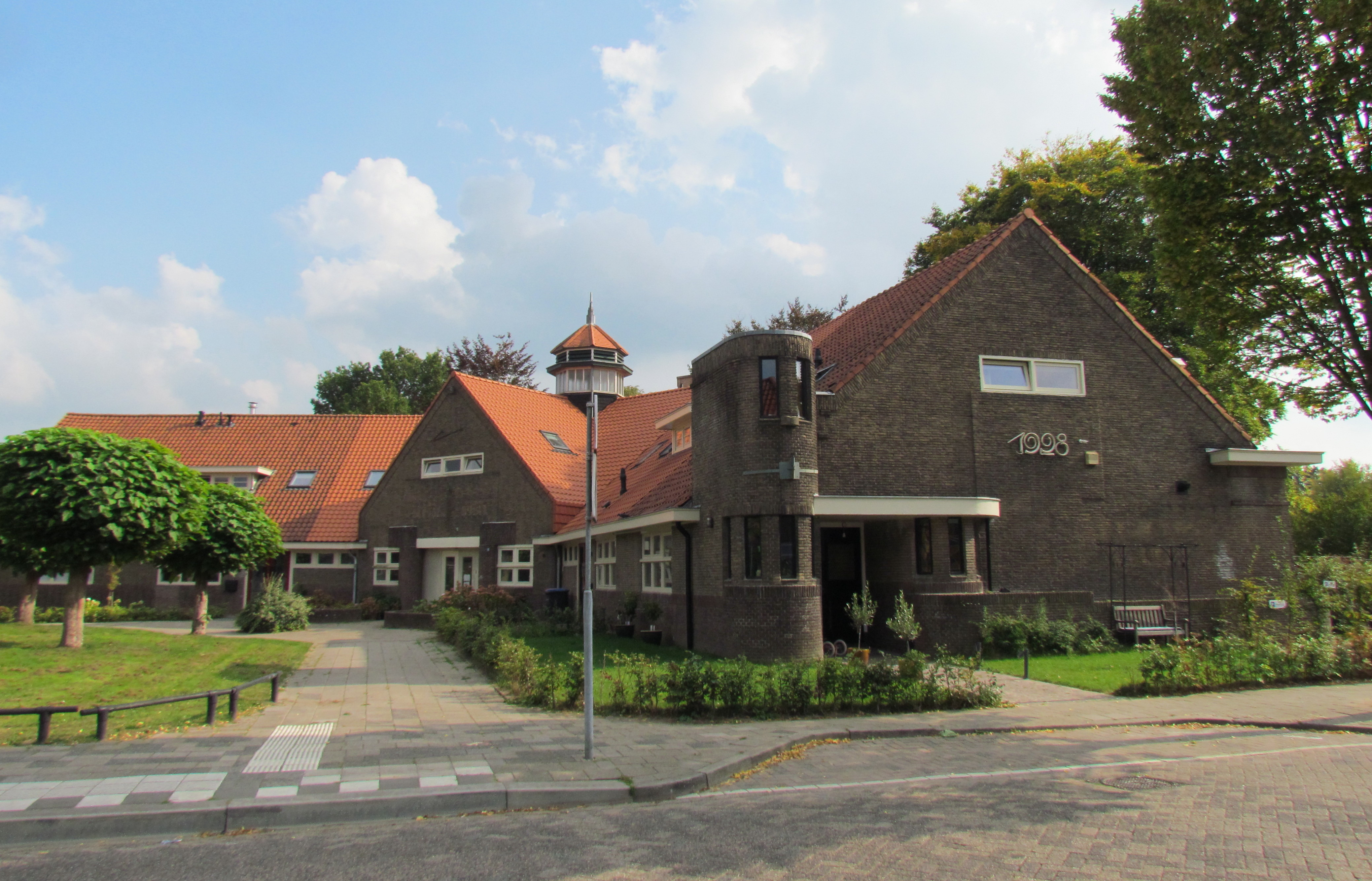
School De Roef, Amersfoort
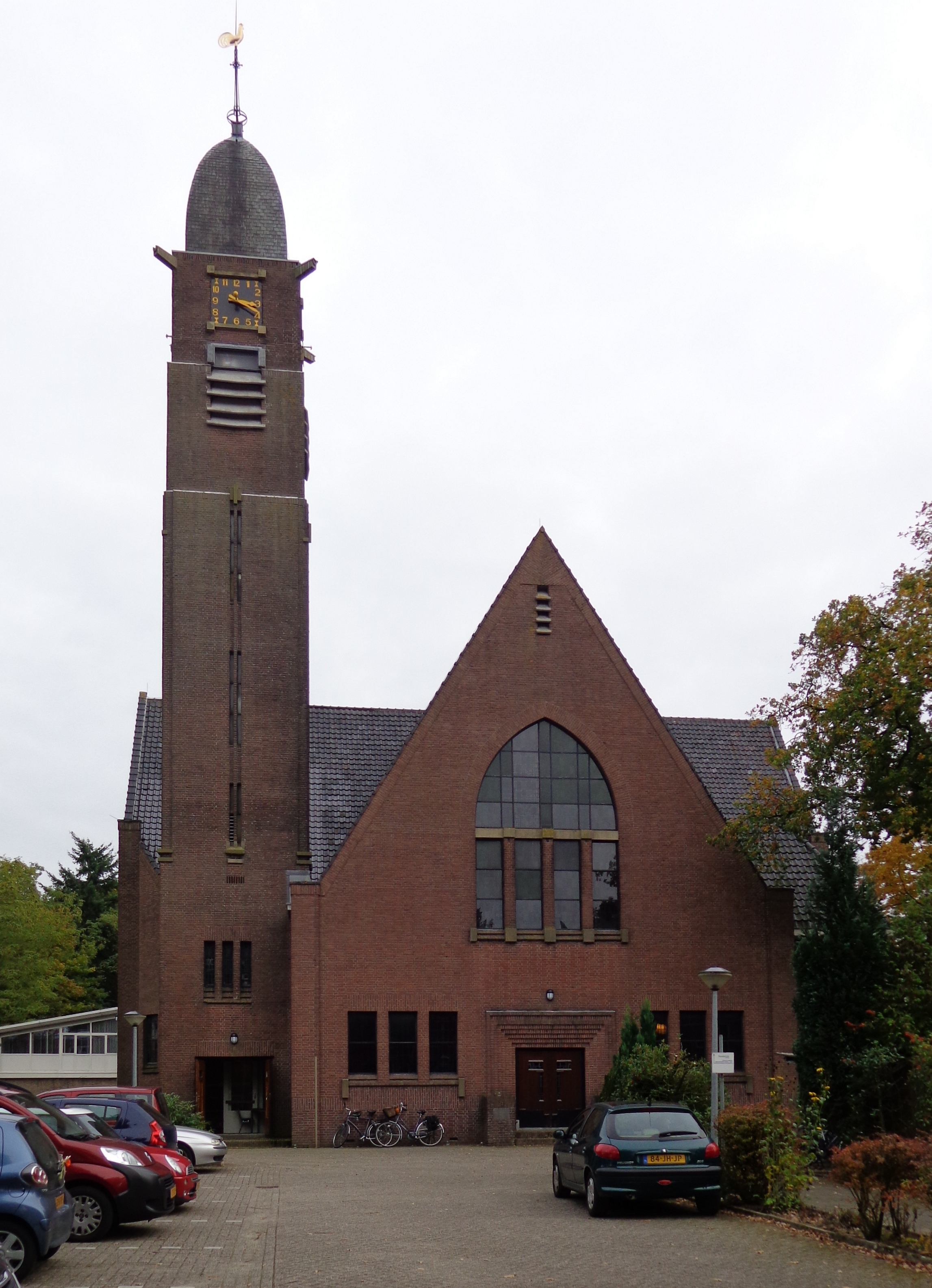
Noorderlichtkerk, Zeist
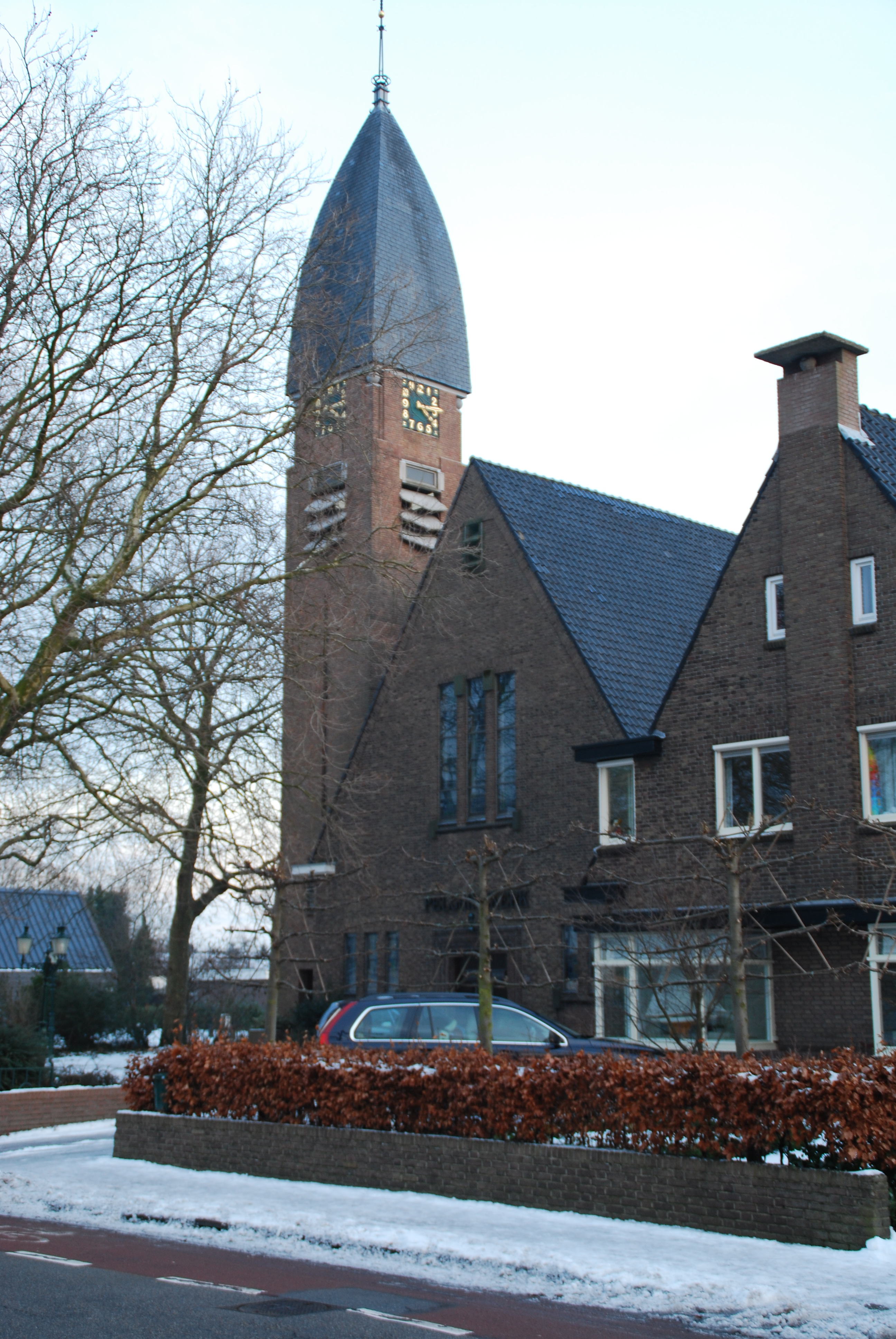
Pelgrimskerk, Zoetermeer
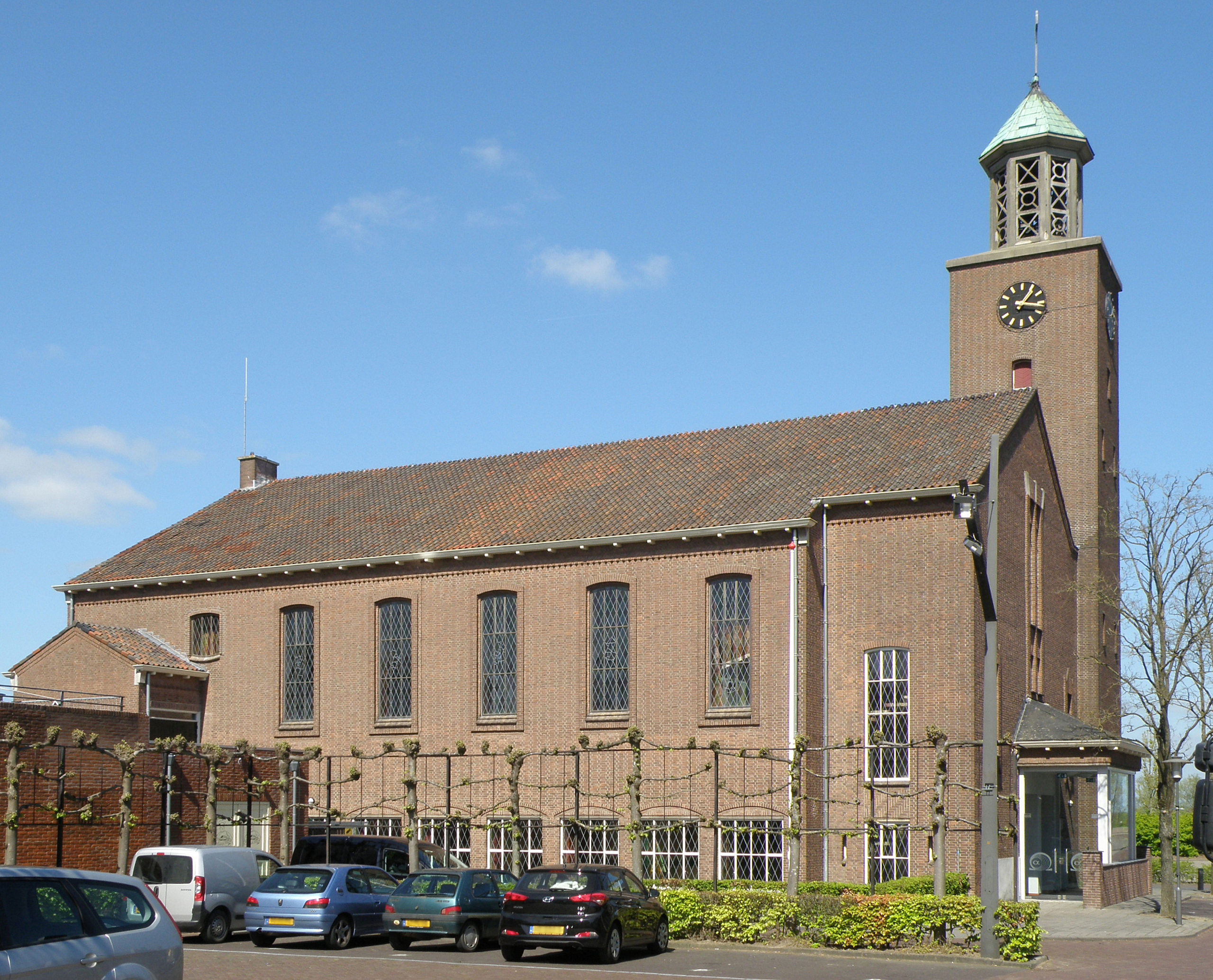
Maranathakerk, Werkendam